# Pirttikari, Pikis
Pirttikari är en ö i Finland. Den ligger i Skärgårdshavet och i kommunen Sankt Karins i den ekonomiska regionen  Åbo ekonomiska region i landskapet Egentliga Finland, i den sydvästra delen av landet. Ön ligger omkring 20 kilometer öster om Åbo och omkring 130 kilometer väster om Helsingfors.
Öns area är 0,4 hektar och dess största längd är 140 meter i nord-sydlig riktning.